# Polygonatum vietnamicum
Polygonatum vietnamicum là một loài thực vật có hoa trong họ Măng tây. Loài này được L.I.Abramova miêu tả khoa học đầu tiên năm 1986.